# کورنلیانی
کورنلیانی (ایتالیایی: Corneliani)؛ شرکت کالای لوکس ایتالیایی است، که . یک تولیدکننده پوشاک مردانه ایتالیایی است که بیشتر به خاطر کت و شلوارها و کت‌های اسپورت خود شناخته شده است. شرکت در سال ۱۹۳۰ میلادی تأسیس شد. این شرکت محصولات خود را در بیش از ۷۰ کشور در سراسر جهان از طریق فروشگاه‌های چند برند و حدود ۹۰ بوتیک تک برند توزیع می‌کند. کورنلیانی همچنین کت و شلوارهای سفارشی را در سراسر جهان تولید و عرضه می‌کند. درآمد آن در سال ۲۰۱۷ میلادی، ۱۱۰ میلیون یورو بوده است. کورنلیانی از سال ۲۰۱۶ میلادی تا کنون ۵۵٪ در مالکیت اینوستکورپ بوده است.